# Остроущенко, Светлана Викторовна
Светлана Викторовна Остроущенко (род. 14 февраля 1937, город Владивосток, теперь Приморский край, Российская Федерация) — советская украинская журналистка, Народный депутат Украины 1-го созыва.

## Биография
Родилась в семье военнослужащего. В 1955—1956 годах — воспитатель детского сада № 3 города Одессы.
В 1956—1961 годах — студентка филологического факультета Одесского государственного университета имени Мечникова.
В 1961—1963 годах — учитель школы-интерната Тернопольской области.
В 1963—1964 годах — библиотекарь в библиотеке № 1 города Одессы.
В 1964—1965 годах — литработница газеты «Джутарка» Одесской джутовой фабрики. В 1965—1970 годах — редактор газеты «Станкостроитель» Одесского завода радиально-сверлильных станков.
Член КПСС с 1970 по 1991 год.
С 1970 года — корреспондент газеты «Моряк» города Одессы. С 1973 года — специальный корреспондент Одесской областной газеты «Знамя коммунизма».
С 1990 года — заместитель редактора профсоюзной газеты «Гласность» города Одессы.
Народный депутат Украины 1-го созыва с 18.03.1990 (2-й тур), Приморский избирательный округ № 298, Одесская область. Председатель подкомиссии по вопросам семьи и материнства Комиссии по делам женщин, охраны семьи, материнства и детства Верховной Рады Украины.

## Награды
Награждена «Золотым пером» Союза журналистов СССР, лауреат премии имени Ярослава Галана, ее имя занесено в книгу почета Одесской областной организации союза журналистов УССР.